# Sanvitale (cognome)
Sanvitale è un cognome di lingua italiana.

## Varianti
Il cognome non presenta varianti.

## Origine e diffusione
Cognome tipicamente abruzzese, è presente prevalentemente nel teatino.
Potrebbe derivare da un toponimo.
In Italia conta circa 129 presenze.

## Persone
- Eleonora Sanvitale – nobildonna e poetessa italiana
- Francesca Sanvitale – scrittrice e giornalista italiana
- Galeazzo Sanvitale – arcivescovo italiano
- Gian Galeazzo Sanvitale – condottiero italiano